# Mycomya minutata
Mycomya minutata är en tvåvingeart som beskrevs av Edwards 1931. Mycomya minutata ingår i släktet Mycomya och familjen svampmyggor. Inga underarter finns listade i Catalogue of Life.